# Rafael Alcázar
Rafael Alcázar (Calera y Chozas, Toledo, 18 de febrero de 1948) es un director, guionista y productor de cine español.

## Biografía
Tras finalizar sus estudios de Sociología en la Universidad Complutense de Madrid, inició su andadura laboral en 1972 trabajando en TVE como auxiliar y ayudante de dirección hasta final de la década en programas como La casa del reloj, La hora de..., Estudio abierto o Un, dos, tres... responda otra vez, entre otros.
En su última etapa de ayudante de dirección alternó programas culturales como Encuentros con las letras con las obras teatrales emitidas en Estudio 1.
Entre las películas que dirigió cabe destacar No hagas planes con Marga (1988), El laberinto griego (1993) film con el que fue candidato al Goya al mejor guion adaptado junto Manuel Vázquez Montalbán, Corsarios del chip (1996), Besos de gato (2003), Las locuras de Don Quijote (2006) o Huidas y Ausencias (2020).
A partir de la década de 2010 se dedica al mundo del documental, entre los que pueden citarse Los Dichos: Gitanos de Jerez (2011), Unamuno vive en Ámsterdam (2012), Las mujeres de Cervantes (2016), El Cardenal Cisneros (2019), El libro: origen y esplendor (2020) o Clara Campoamor, un voto para despertar (2022).
En 2016 publicó su primera novela, “El tiempo de las ilusiones sencillas”, una novela nostálgica sobre la amistad, la esperanza y el futuro  y en 2021 publicó la segunda “Bodas de luto”.

## Filmografía (selección)
- Clara Campoamor, un voto para despertar (director, productor) (2022)
- Huidas y ausencias (director, productor, guionista) (2020)
- Las mujeres de Cervantes (director, productor, guionista) (2016)
- Caleidoscopio (director, productor, guionista)  (2013)
- Las locuras de Don Quijote (director, guionista) (2006)
- Besos de gato (director, guionista) (2003)
- Corsarios del chip (director, productor, guionista) (1996)
- El laberinto griego (director, productor, guionista) (1993)
- Don Rock (director, guionista) (1990) Serie TV
- No hagas planes con Marga (director, guionista) (1988)
- A través del espejo (director)  (1988) Serie TV
- La voz humana (director) (1986) Serie TV